# Rođenje Blažene Djevice Marije
Rođenje Blažene Djevice Marije ili Mala Gospa je kršćanski blagdan kojim se slavi rođenje Marije, Isusove majke. Blagdan se slavi 8. rujna.
Biblijski kanon ne bilježi Marijino rođenje. Najraniji poznati izvještaj o Marijinu rođenju nalazi se u Evanđelju po Jakovu (r. 5,2), apokrifnom tekstu s kraja drugog stoljeća, od roditelja Joakima i Ane.
U slučaju svetaca, Crkva slavi njihov datum smrti, a Sveti Ivan Krstitelj i Djevica Marija su jedini kojima se obilježava i datum rođenja. Razlog za to nalazi se u jedinstvenom poslanju koje je svatko od njih imao u povijesti spasenja, ali i zato što su samo oni bili sveti u samom rođenju (Marija, kao bezgrješno začeta; Ivan kao posvećen u utrobi svete Elizabete prema Lk 1,15).

## Pregled
Marijino rođenje je pretkazano i naviješteno u Starom zavjetu. Nakon pada Adama i Eve u grijeh, Bog im se ukazuje, prekorava ih i tjera ih iz zemaljskog raja. Bog govori zmiji: "Neprijateljstvo ja zamećem između tebe i žene, između roda tvojeg i roda njezina: on će ti glavu satirati, a ti ćeš mu vrebati petu" (Post 3,15). Drugi vatikanski sabor naučava, da je Marija proročki označena u tome obećanju o pobjedi nad zmijom.
Mariju je porodila njezina majka, sveta Ana oko 20. godine prije Krista. Očuvana je od svake mrlje istočnoga grijeha od trenutka svoga Bezgrešnog začeća.
Mala Gospa je zaštitnica Čakovca, Solina, Voćina, Lopara, Bitelića, Grabovca, Baderne, Donjih Crnogovaca, sela Dunave u Konavlima i drugih mjesta.

## Vanjske poveznice
|  | Zajednički poslužitelj ima još gradiva o temi Rođenje Blažene Djevice Marije |